# Nomocharis saluenensis
Nomocharis saluenensis là một loài thực vật có hoa trong họ Liliaceae. Loài này được Balf.f. miêu tả khoa học đầu tiên năm 1918.